# منتزه ساراتوجا الوطنية التاريخية
منتزه ساراتوجا الوطنية التاريخية هي الحديقة التاريخية لموقع معركة ساراتوجا. تقع في بلدة ستيلووتر في شرق نيويورك ، 40 ميل (64 كـم) شمال ألباني .

## نبذة عامة
يحافظ المنتزه على موقع معارك ساراتوجا ، الذي يعتبر أول انتصار عسكري أمريكي كبير في الحرب الثورية الأمريكية . عام 1777 ، التقت القوات الأمريكية وهزمت وأجبرت جيشًا بريطانيًا كبيرًا على الاستسلام ، مما دفع فرنسا إلى الاعتراف باستقلال الولايات المتحدة الناشئة، ودخول الحرب كحليف عسكري حاسم للأمريكيين المناضلين.
تم اعتبارها محمية تاريخية لولاية نيويورك في عام 1927 في الذكرى المئوية للمعركة ، ثم أصبحت ساحة المعركة جزءًا من نظام الحديقة الوطنية في عام 1938 عندما أذن كونغرس الولايات المتحدة بمتنزه ساراتوجا الوطني التاريخي.
يقدم مركز الزوار فيلمًا لمدة 20 دقيقة وخريطة ضوئية من الألياف الضوئية وجدول زمني وعروض أثرية. يتوفر كتيب للقيام بجولة ذاتي التوجيه للمواقع في 4 ميل مربع (10 كـم2) ساحة المعركة في ستيلووتر . يقع منزل الجنرال Schuyler Philip Schuyler على بعد 8 ميل (13 كـم) شمالًا في شويلرفيل . متحف منزل مرمم مفتوح بجولة. يقع نصب معركة ساراتوجا في قرية فيكتوري القريبة.
يقع المنتزه على نهر هدسون العلوي جنوب شرق ساراتوجا سبرينغز. يحتوي على نصب Boot الشهير لنصب Benedict Arnold ، النصب التذكاري الوحيد للحرب في الولايات المتحدة الذي لا يحمل اسم مشرفه. تم التبرع بالنصب التذكاري من قبل جون واتس دي بيستر ، اللواء السابق لميليشيات ولاية نيويورك خلال الحرب الأهلية الأمريكية الذي كتب العديد من التواريخ العسكرية حول معركة ساراتوجا.

## مواقع المعارك القريبة من ساراتوجا
يقع منزل مارشال ، في السجل الوطني للأماكن التاريخية ، على بعد 8 ميل (13 كـم) شمال المدخل الرئيسي للحديقة على طريق الولايات المتحدة 4 و NY 32 شمال قرية Schuylerville . وقد اشتهرت البارونة فريدريكا ريديزل في رسائلها ومجلاتها المتعلقة بحرب الثورة الأمريكية ، والاستيلاء على القوات الألمانية في ساراتوجا . تم بناء هذا المنزل في 1770-1773.
خلال الأيام الأخيرة من معارك ساراتوجا ، احتوت البارونة ريدسل هناك مع زوجات ضباط الجيش البريطاني والأفراد الجرحى. دفعت روايتها عن محن من حولها ، ونظرتها الثاقبة في شخصيات الضباط الرئيسيين في الجيوش البريطانية والأمريكية وتفانيها لزوجها في خطر ، بعض المعلقين إلى تسميتها كأول مراسلة حرب . تعرض منزل مارشال للقصف من قبل الأمريكيين الذين افترضوا أنه مقر للعدو.
في الداخل توجد مدافع محفوظة وتذكيرات أخرى بالمحنة التي عانى منها أولئك الذين لجأوا إلى هناك. بيت مارشال هو الهيكل الوحيد الباقي في منطقة المعارك. العقار مملوك للقطاع الخاص.

## صالة عرض

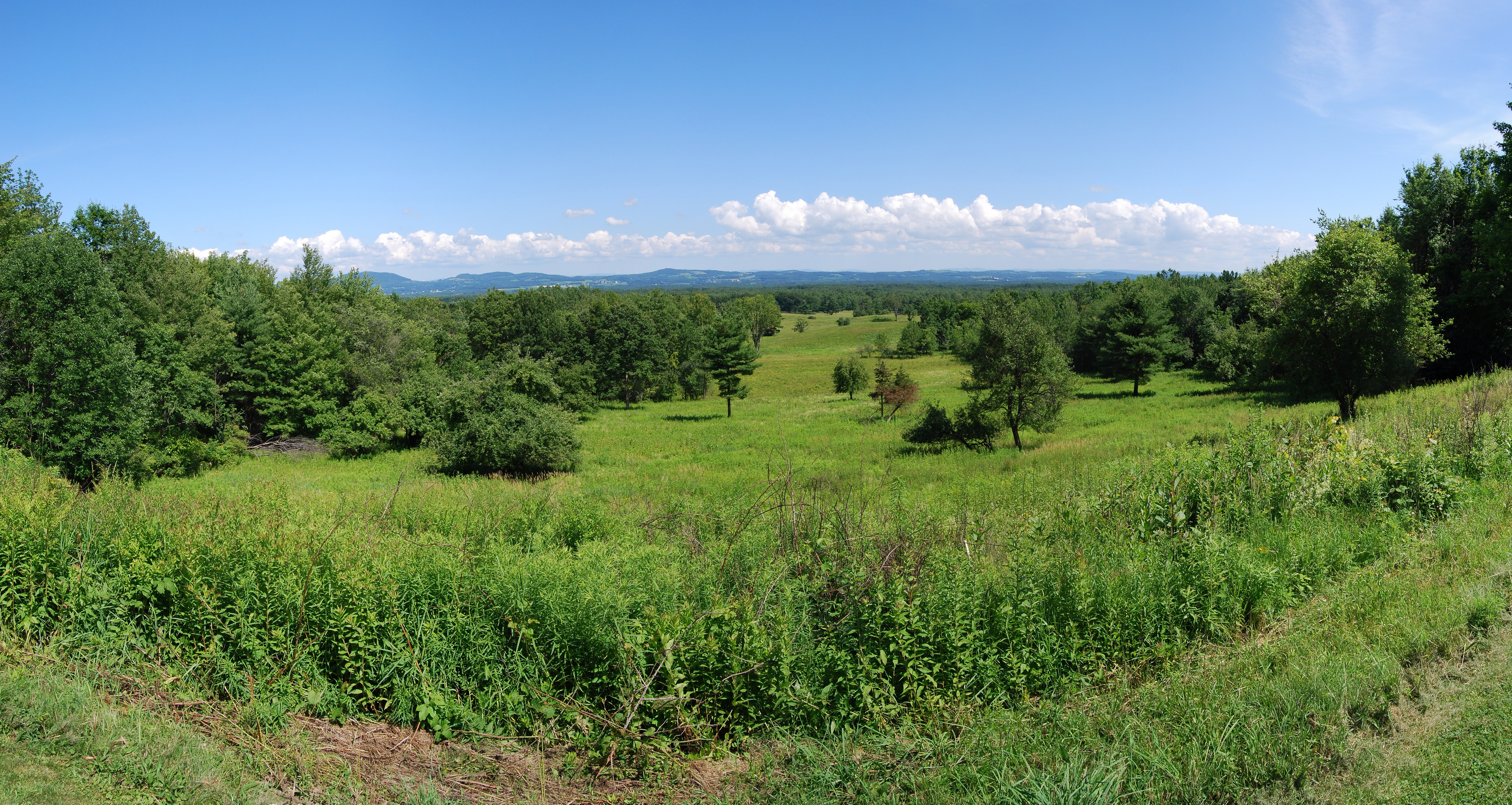
عرض ساحة المعركة
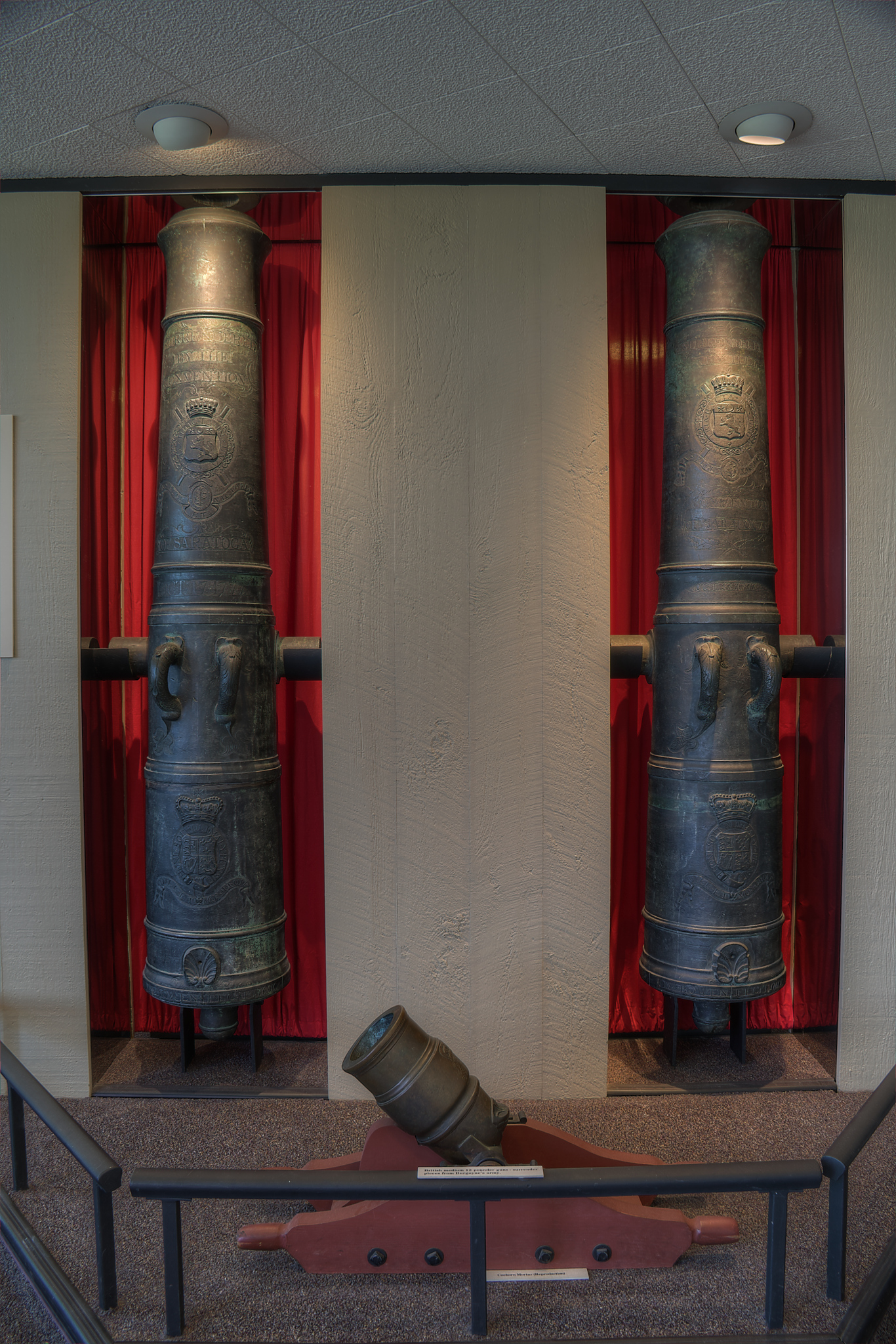
مدفع الكأس من معركة ساراتوجا
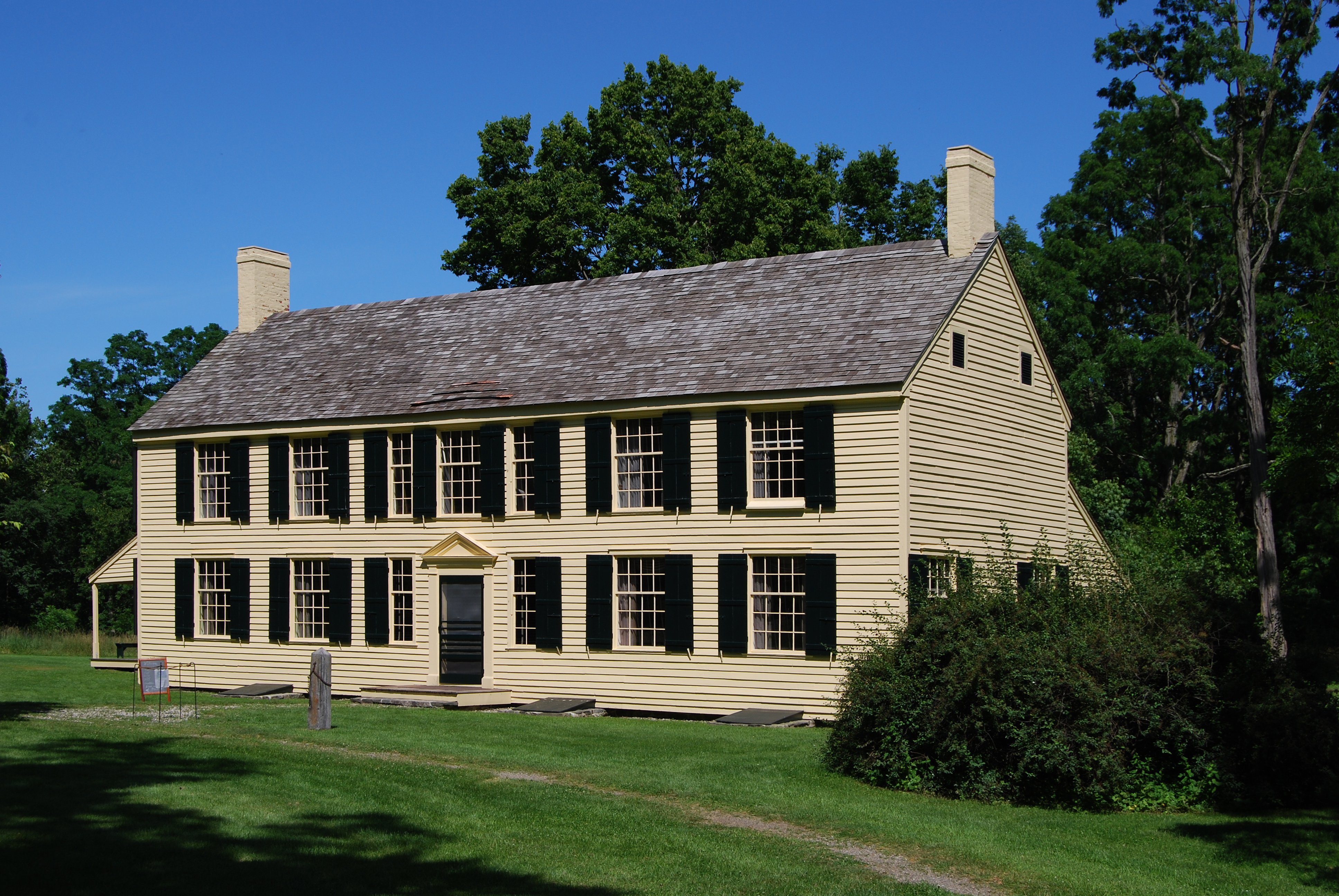
بيت فيليب شويلر
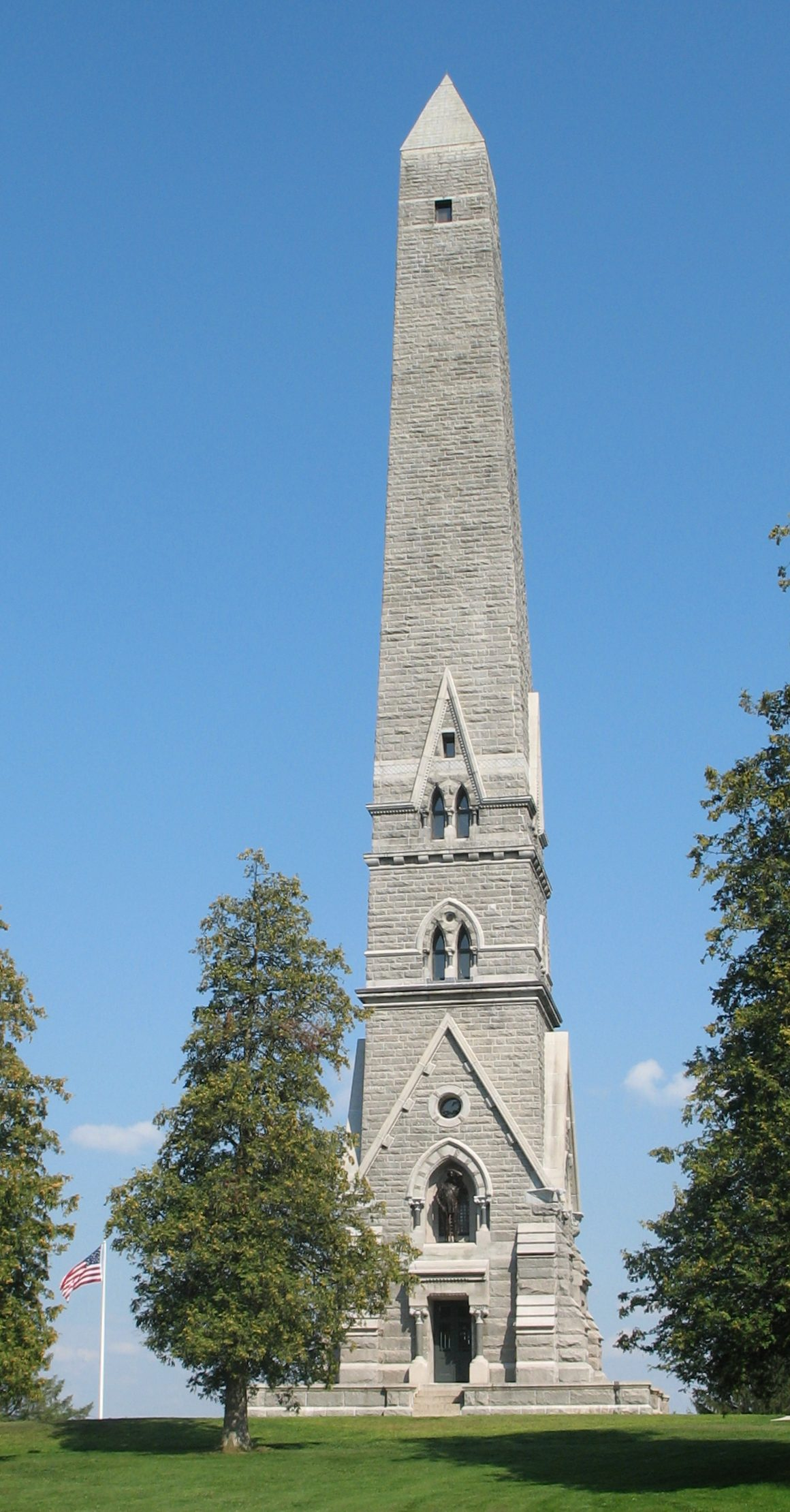
الماسونية نصب ساراتوجا
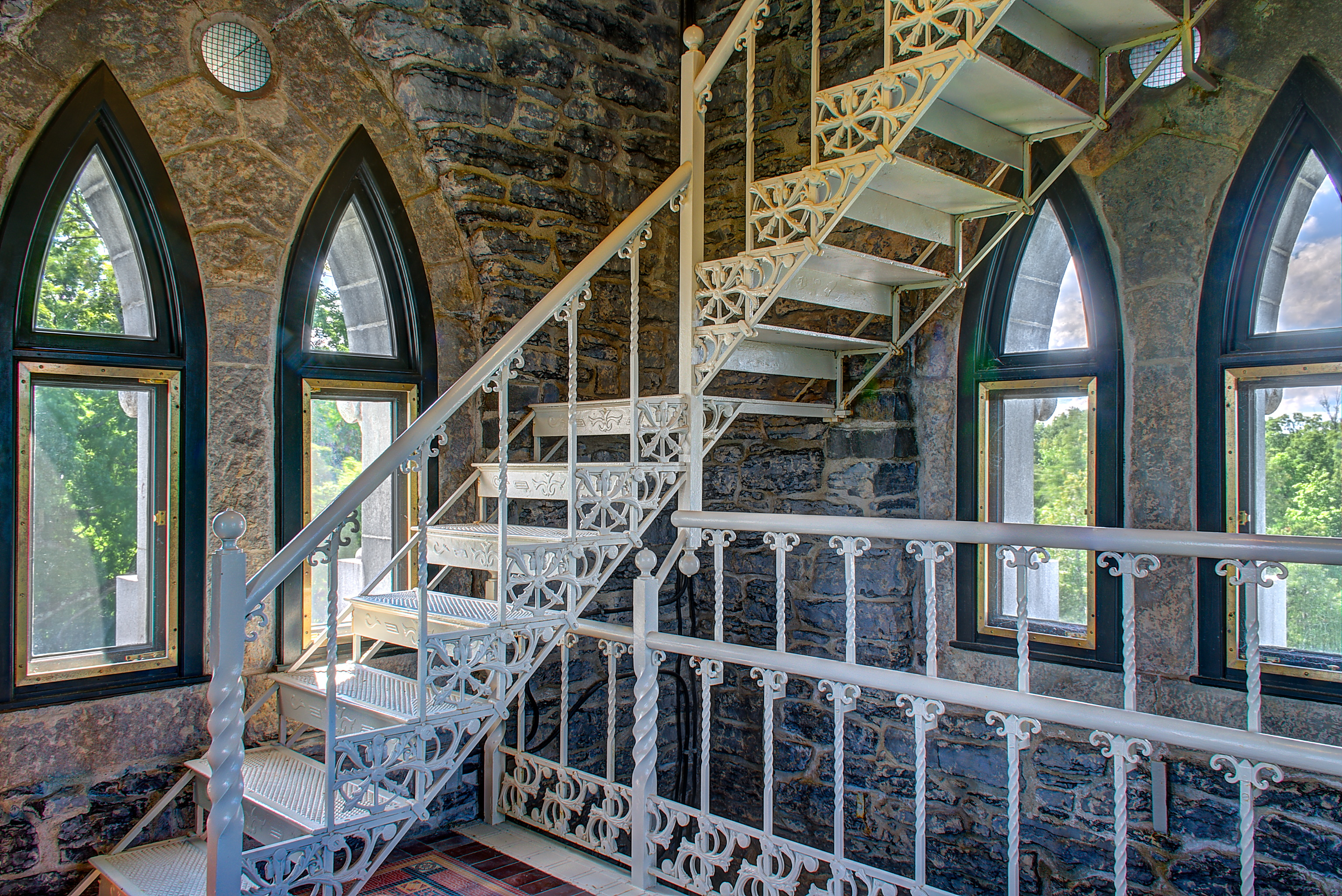
منظر من المستوى المتوسط للنصب التذكاري
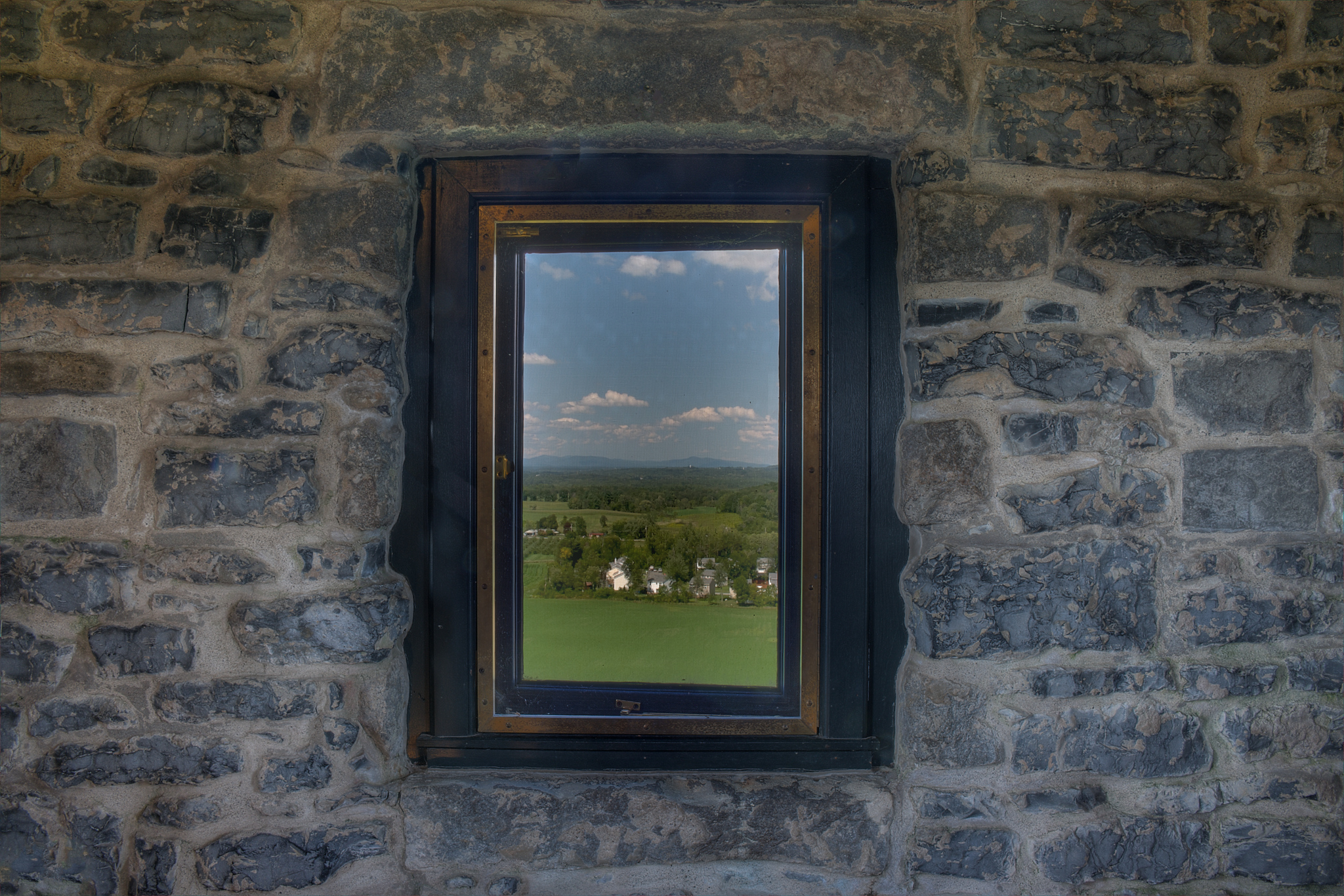
منظر من أعلى النصب
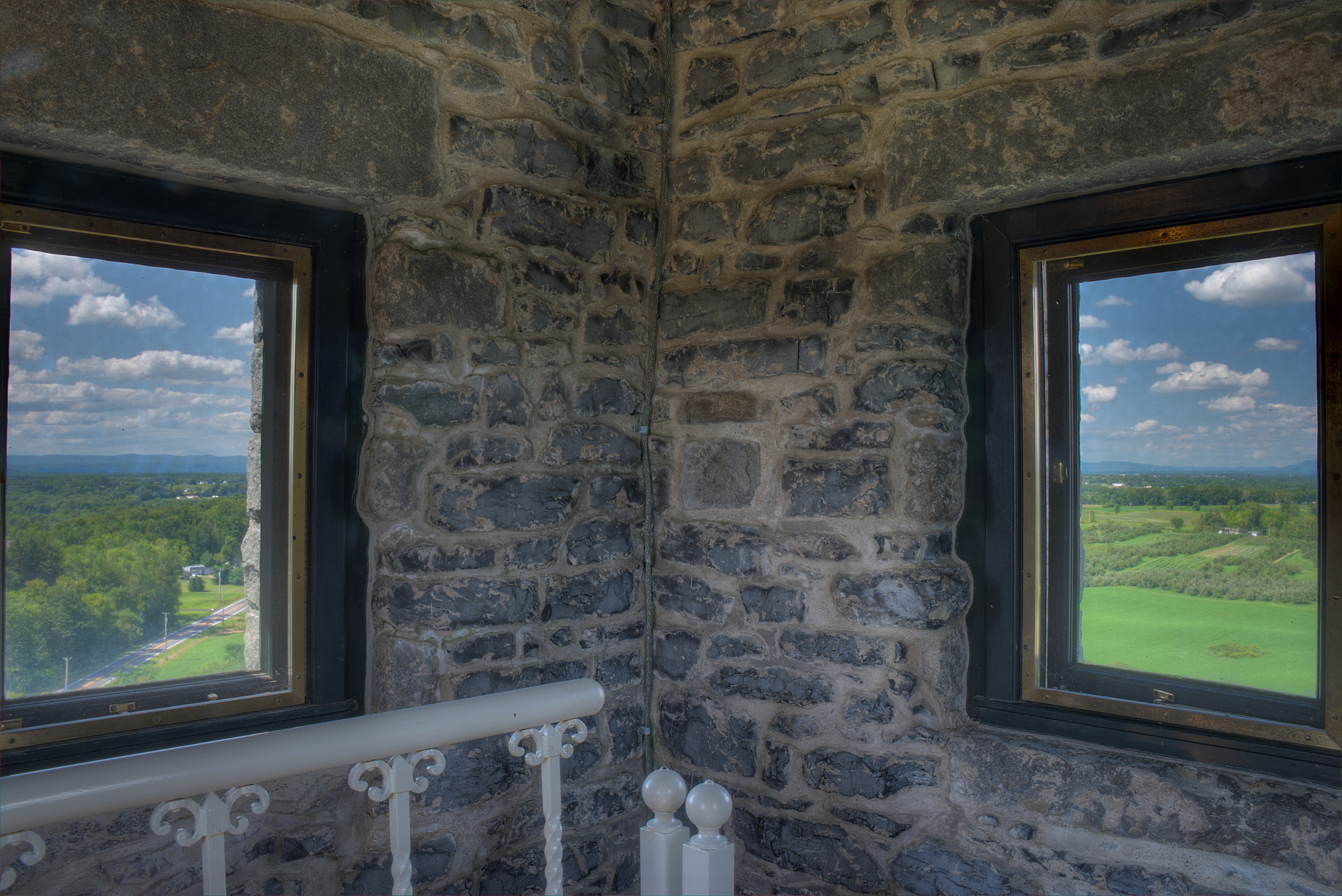
منظر من أعلى النصب

### للمزيد من الاطلاع
- الخسارة ، بينسون ج.صورة كتاب ميداني للثورة ، أنا . 1850.
- ستون ، وليام ل. مترجم. رسائل ومجلات تتعلق بحرب الثورة الأمريكية ، والاستيلاء على القوات الألمانية في ساراتوجا ، من قبل السيدة الجنرال ريدزل . جويل مونسيل ، ألباني ، نيويورك ، 1867.

## روابط خارجية
- خدمة الحديقة الوطنية: حديقة ساراتوجا الوطنية التاريخية
- ساراتوجا: المدّ ينقلب على الحدود ، خطة درس خدمة الحديقة الوطنية مع الأماكن التاريخية (TwHP)
- موقع مارشال هاوس